# Tija
|  | Per a altres significats, vegeu «Tija (desambiguació)». |

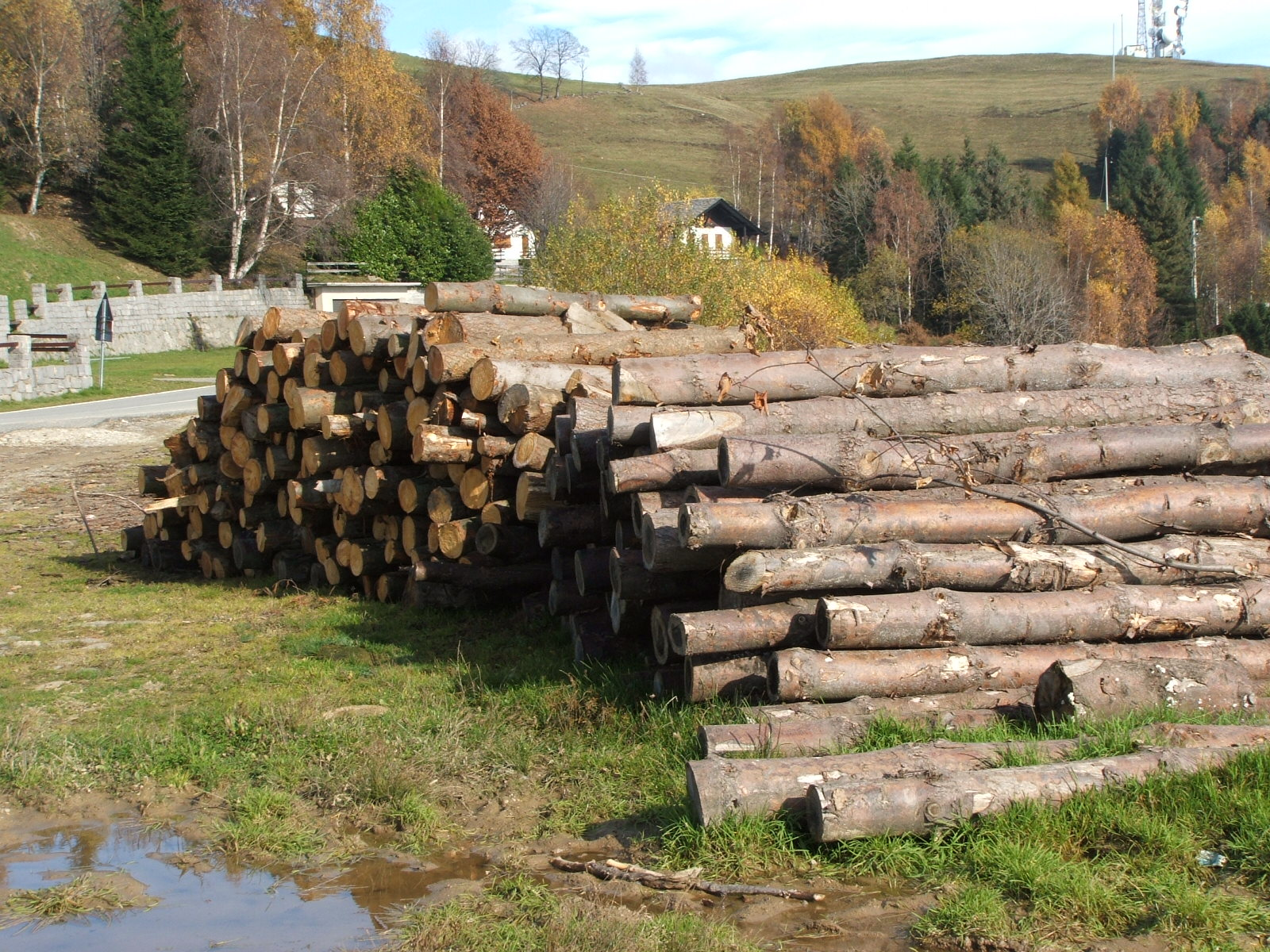
Tiges d'arbres (troncs)

La tija, caule o fust és en botànica la part de l'eix del cos de les plantes superiors o cormobionts d'on surten les fulles i les estructures reproductives. La tija és un òrgan habitualment aeri que creix cap a la llum i porta una gemma terminal que s'encarrega del seu allargament. Té la missió de suportar les fulles i les flors i és responsable del transport dels nutrients entre la rel i la resta d'òrgans de la planta.
La tija normalment està dividida en nusos i entrenusos, els nusos tenen borrons que desenvolupen una o més fulles, inflorescències, pinyes de coníferes, arrels, altres tiges, etc. L'entrenús és la distància entre un nus i l'altre. Hi ha plantes la tija de les quals té els entrenusos molt curts, la qual cosa fa que les fulles es trobin en forma de roseta arran de terra; en aquest cas la planta s'anomena acaule.
La tija pot prendre diferents peculiaritats. El tronc dels arbres és una tija lignificada i de grans dimensions. La canya, en canvi, és una tija aèria, fistulosa, balmada amb envans transversals als nusos, lignificada i de grans dimensions de les poàcies (plantes gramínies) o bé la tija buida d'altres plantes.
Les tiges subterrànies s'anomenen rizomes i generalment acumulen substàncies de reserva.

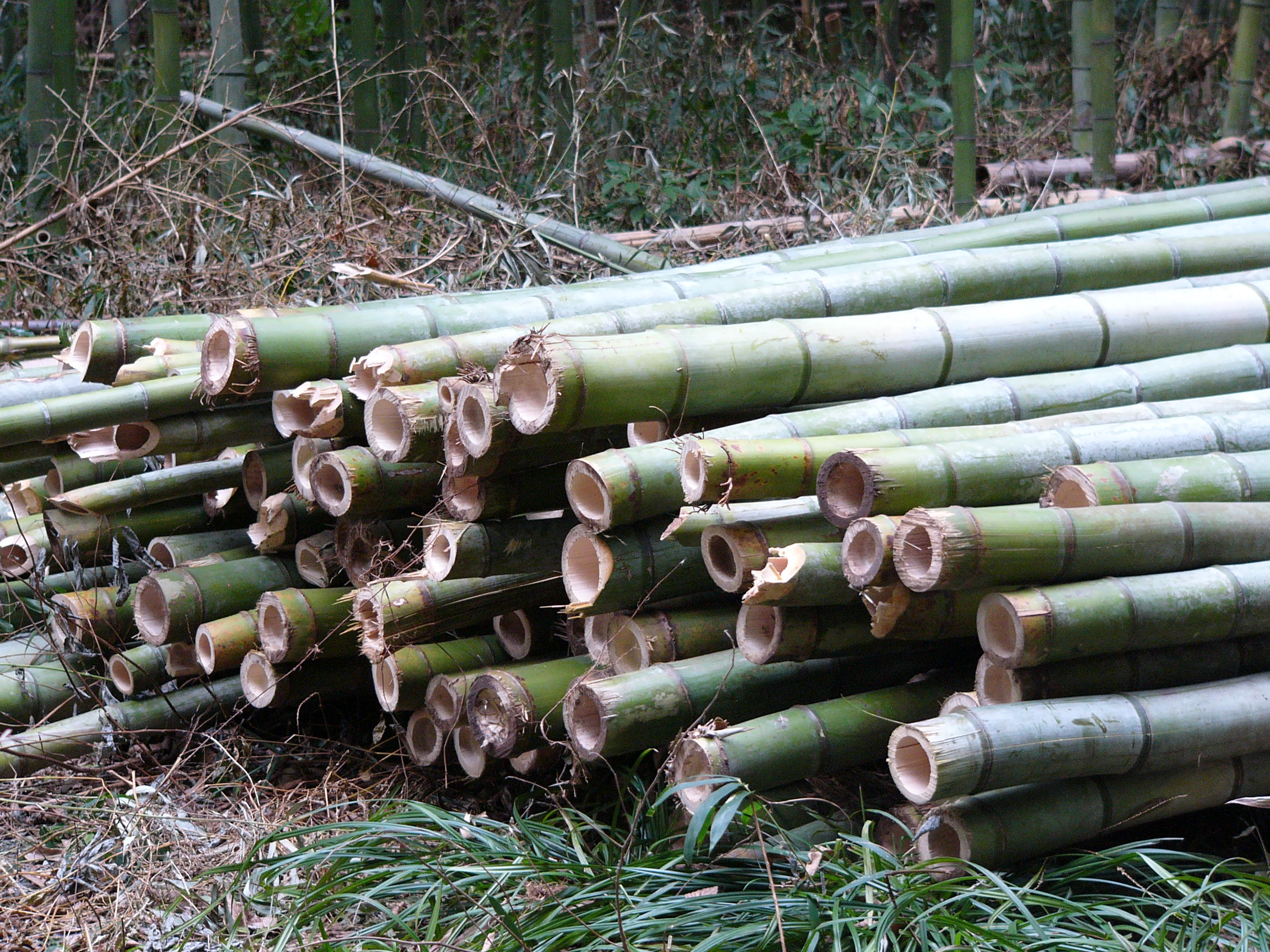
Tiges aèries de canyes

Les tiges acostumen a ser de forma cilindrocònica i amb simetria radial. Des de la germinació tenen geotropisme negatiu i fototropisme positiu.
Filogenèticament deriven del caulicle (petita tija) de l'embrió, que continua creixent a causa de l'activitat de l'àpex vegetatiu.

## Morfologia

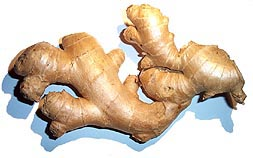
Tija subterrània (rizoma)

Podem trobar dues menes de rames: els braquiblasts, de creixement limitat, amb els entrenusos molt curts i les fulles molt aproximades; i els macroblasts, de creixement il·limitat, amb entrenusos llargs i les fulles espaiades.

## Estructura
- Primària: Apareix en les tiges joves composta de fora cap a dins per l'epidermis, l'escorça (amb col·lènquima cortical i parènquima cortical) i el cilindre central (constituït per la medul·la i els radis medul·lars, de parènquima medul·lar, i pels feixos liberollenyosos).
- Secundària: Es forma en les tiges de més d'un any amb creixement en gruix per l'acció dels meristemes secundaris.[6] El càmbium origina internament lleny i externament líber. El fel·logen produeix súber cap a fora i fel·loderma cap a dins, i aquests dos teixits constitueixen el periderma, que substitueix l'epidermis.

## Ramificació
En les plantes vasculars la ramificació té lloc a partir d'una tija principal, de la qual s'originen tiges laterals. Trobem dos tipus bàsics de ramificació: 
- Racemosa o monopòdica: quan la tija principal creix indefinidament per l'acció d'una única gemma apical que resta funcional any rere any. És el cas de l'avet (Abies alba) i les coníferes en general en què les branques laterals creixen menys que la tija principal, a la vegada que les branques velles basals són més llargues que les joves més apicals.[7]
- Simpòdica: quan la gemma apical actua només durant un any, i són les gemmes més pròximes a l'apical les encarregades de prolongar la tija. Durant el següent període vegetatiu la gemma apical veu substituïda la seva funció per altres gemmes axil·lars que seran reemplaçades any rere any. Aquest relleu en les gemmes implica petits canvis de direcció del creixement de les branques que, en algunes plantes, dona com a resultat un eix principal que fa ziga-zagues.

## Tipus de tiges

### Segons la pervivència de la planta
Les plantes superiors tenen longevitats molt variables que poden anar des dels pocs dies d'algunes herbes del desert que només broten en època de pluges, fins als anys d'algunes coníferes (com el Pinus aristata) que pot viure més enllà de 4.500 anys. Amb tot, trobem els següents patrons:
- Anual: les plantes fanerògames que viuen un o dos anys tenen majoritàriament la tija verda i tendre, ja que no disposen de parts lignificades. Un bon exemple és la civada (Avena sativa) entre moltes altres plantes que aposten per un cicle de desenvolupament ràpid.
- Biennal: les plantes que es desenvolupen durant dos anys fan servir l'estratègia d'acumular reserves durant el primer any, per tal d'assegurar una bona floració durant el segon any. N'és un bon exemple la didalera (Digitalis purpurea).
- Vivaces: són plantes que viuen molts anys, però que la part aèria rebrota cada any en l'època de clima més favorable.[8] Les tiges, per tant, tenen consistència herbàcia, però els òrgans subterranis són pluriennals. En són bons exemples les cebes (Allium cepa) i els alls (Allium sativum).
- Perenne: tots els espermatòfits que viuen molts anys tenen les tiges ben desenvolupades amb tronc manifest que és llenyós i longevitat variable com per exemple els eucaliptus.

### Segons la seva consistència
- Herbàcies. Tenen consistència d'herba, com el blat (Triticum vulgare).
- Llenyoses. Tenen consistència de llenya. En aquest grup s'hi inclouen les mates, que no superen el metre d'alçada, com el timó o farigola (Thymus vulgaris), els arbusts, que fan entre un i cinc metres d'alçada, com el boix (Buxus sempervirens) i els arbres que fan més de cinc metres d'alçada, com els pins (Pinus).

### Segons el lloc on es desenvolupen
HipogeesEs desenvolupen de manera subterrània. En aquest apartat destaquem els rizomes, tiges de llargada i gruix variables que creixen horitzontalment a profunditats diverses segons les espècies. Als nusos porten fulles menudes, i cada any produeixen rels que penetren en el sòl i tiges aèries de vida curta; en proporciona un exemple la canya (Arundo donax). Els tubercles, més gruixuts que els rizomes, se'n diferencien perquè tenen creixement limitat, no presenten habitualment rels i solen durar només un sol període vegetatiu. Molts tubercles són utilitzats en l'alimentació humana, com la patata (Solanum tuberosum). Els bulbs són òrgans en la formació dels quals intervé una tija ampla molt curta i diverses fulles de vegades carnoses, que l'embolcallen, com en els alls i les cebes (Allium).
EpigeesEs desenvolupen a l'aire. Entre les tiges epigees destaquem les erectes o ascendents, que creixen de forma vertical; les decumbents o prostrades, que són tiges no erectes que s'arrosseguen per terra; i les procumbents, que quan neixen solen ser erectes i després solen ajaure's a terra. Si són brots llargs, prims i tenen rels en diversos punts s'anomenen estolons com per exemple en la maduixera silvestre (Fragaria vesca). Les enfiladisses són tiges que s'entortolliguen a altres vegetals, com les lianes tan abundants a les selves tropicals o la vinya (Vitis vinifera) amb els seus circells. Els fil·locladis són tiges aplanades amb aspecte de fulla, com les del galzeran (Ruscus aculeatus) o la figuera de moro (Opuntia ficus-barbarica). El terme cladodi pot usar-se com a sinònim del precedent, bé que pot precisar-se que aquest s'aplica als macroblasts i aquell als braquiblasts.

## Segons la seva estructura
Popularment la tija o tronc d'una planta o arbre rep els noms de cama i peu.
- Càlam: tija tova, herbàcia, sense nusos i sense branques (ex: El jonc).
- Canya: tija buida, tubular, amb nusos massissos i entrenusos buits (ex: El bambú).
- Estípit: tija llenyosa, llarga, no ramificada, amb una roseta de fulles a l'extrem (ex: la palmera).
- Escap: tija herbàcia, llarga, no ramificada i sense fulles, rematada per flors (ex: La tulipa).
- Suculent: tija grossa, carnosa i sucosa (ex: Els cactus).
- Planta  o voluble: creix agafat a un suport i no té ben marcat el geotropisme negatiu (ex: L'heura).
- Reptant:[10] tija poc consistent, creix paral·lela al sòl (ex: la carabassa).
- Estoló: és un brot lateral que neix partint de la base de la tija (ex: La maduixera silvestre).
- Cladodi: modificació de la tija que el fa semblant a una fulla (ex: El galzeran).

## Formacions especials
- Agullons o aculis: formacions epidèrmiques que salten fàcilment en pressionar-les lateralment; cal no confondre-les amb les espines. L'esbarzer (Rubus ulmifolius) i els rosers (Rosa) presenten aquestes formacions.
- Emergències: formacions no estrictament epidèrmiques, com els tentacles de dròsera (Drosera rotundifolia) o les espines de l'argelaga (Genista scorpius).

## Importància econòmica

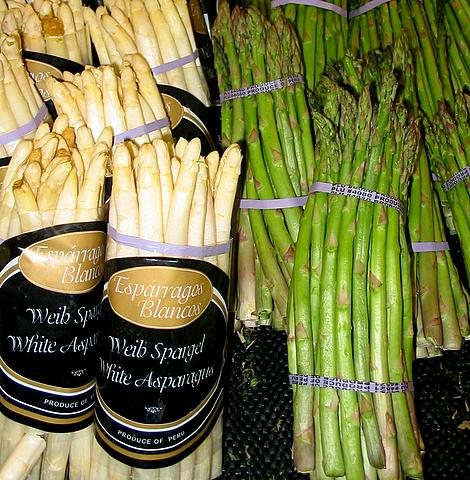
Espàrrecs blancs i verds on les tiges són les parts comestibles d'aquesta hortalissa

Hi ha milers d'espècies amb tiges amb interès econòmic. Les tiges proporcionen alguns cultius importants de primera necessitat, com ara patata i el taro (Colocasia esculenta). La canya de sucre té tiges d'on s'extreu el sucre. El sucre dels aurons s'obté també dels troncs d'aquests arbres. D'algunes hortalisses se n'aprofiten les tiges com en els espàrrecs, del bambú (només els brots tendres), els cladodis dels nopals, les cols i de la Eleocharis dulcis. L'espècia culinària canyella és l'escorça d'un tronc d'arbre. La cel·lulosa dels troncs d'arbre és un additiu alimentari en el pa, formatge parmesà ratllat, i altres aliments processats. La goma aràbiga és també un additiu alimentari important obtinguts a partir de l'exsudat dels troncs d’Acacia senegal. El xiclet té com a ingredient principal la goma de mastegar, que s'obté de la saba dels troncs del sapote (Manilkara zapota).
També hi ha molts medicaments obtinguts a partir de tiges com per exemple la quinina de l'escorça de l'arbre de la quina, la càmfora destil·lada a partir de la fusta del camforer (Cinnamomum camphora), i el relaxant muscular curare de l'escorça d'algunes plantes dels gènere Strychnos.
La fusta és utilitzada de múltiples maneres, per exemple, en edificis, mobles, vaixells, avions, vagons, instruments musicals, materials esportius, travesses de ferrocarrils, pals per a tanques, escuradents, taüts, barrils, joguines, eines com mànecs, marcs de quadres, carbó vegetal i llenya. La pasta de fusta és àmpliament utilitzada per fer paper, cartró, cel·lulosa, cel·lofana, alguns plàstics i tèxtils, com el raió. Les tiges de bambú tenen centenars d'usos, incloent-hi el paper, edificis, mobles, vaixells, instruments musicals, de pesca i bastides.
L'ambre és la saba fossilitzada de troncs d'arbres relictes, i actualment s'utilitza per a fer joies a la vegada que pot contenir animals antics interessants per a la ciència. Les resines d'algunes fustes de coníferes s'utilitzen per a produir trementina. L'escorça de diferents arbres s'utilitza sovint com a fertilitzant i en alguns sistemes de cultiu per a plantes. També és l'hàbitat natural de molts líquens.